# Rivière aux Outardes (rivière Saguenay)
Pour les articles homonymes, voir Outarde et Rivière aux Outardes (homonymie).
La rivière aux Outardes est un affluent de la rivière Saguenay, coulant dans la municipalité de Saint-Fulgence, dans la municipalité régionale de comté (MRC) Le Fjord-du-Saguenay, dans la région administrative du Saguenay-Lac-Saint-Jean, au Québec, au Canada.
La route 172 (route de Tadoussac) coupe la rivière aux Outardes à son embouchure. Le chemin du rang Saint-Louis (sens nord-sud) dessert le versant Ouest de cette rivière,.
La foresterie constitue la première activité économique du secteur ; les activités récréotouristiques, en second.
La surface de la Rivière aux Outardes est habituellement gelée de la fin novembre au début avril, toutefois la circulation sécuritaire sur la glace se fait généralement de la mi-décembre à la fin mars.

## Géographie
Les principaux bassins versants voisins de la rivière aux Outardes sont :
- Côté Nord : rivière Valin, rivière Saint-Louis, ruisseau Canada ;
- Côté Est : rivière aux Foins, rivière Saguenay, rivière Sainte-Marguerite ;
- Côté Sud : rivière Saguenay ;
- Côté Ouest : rivière à la Loutre, rivière Valin, rivière Caribou, rivière Shipshaw[3].

La rivière aux Outardes prend sa source à l’embouchure du lac Xavier (longueur : 1,9 km ; altitude : 232 m). Ce lac est situé à : 2,4 km au sud du cours du e Petit Bras  et à 8,0 m au nord-est de l’embouchure de la rivière aux Outardes.
À partir de sa source, soit la confluence du lac Xavier, le cours de la rivière aux Outardes descend sur 8,3 km selon les segments suivants :
- 1,8 km vers le sud-ouest dans une vallée encaissée, en traversant le lac Travers sur 0,5 km vers l'ouest, en recueillant la décharge (venant de l'Est) du lac Bedeau et en traversant un autre lac non identifié sur 0,4 km vers le sud, jusqu'à son embouchure ;
- 2,0 km vers le sud-ouest jusqu’au chemin du rang Sainte-Marie ;
- 2,8 km vers le sud-ouest dans une vallée encaissée, jusqu'à un ruisseau (venant du nord) ;
- 1,7 km vers le sud dans une vallée encaissée, jusqu'à l'embouchure de la rivière[3].

L'embouchure de la rivière aux Outardes se déverse sur la rive nord de la rivière Saguenay dans la municipalité de Saint-Fulgence. Cette confluence de la rivière aux Outardes est située à :
- 1,3 km à l'ouest du centre du village de Saint-Fulgence ;
- 11,8 km au nord-est du centre-ville de Saguenay ;
- 94,7 km à l'ouest de l’embouchure de la rivière Saguenay[3].

À partir de l’embouchure de la rivière aux Outardes, le courant suit le cours de la rivière Saguenay jusqu'à la hauteur de Tadoussac où il conflue avec le fleuve Saint-Laurent.

## Toponymie
Le toponyme rivière aux Outardes a été officialisé le 5 décembre 1968 à la Banque des noms de lieux de la Commission de toponymie du Québec.